# ميرفين تومسون
ميرفين تومسون (بالإنجليزية: Mervyn Thompson)‏ هو كاتب مسرحي نيوزيلندي، ولد في 1936، وتوفي في 1992 بسبب سرطان المريء.

## وصلات خارجية
- ميرفين تومسون على موقع الموسوعة البريطانية (الإنجليزية)